# Тассай (Тассайський сільський округ)
Тасса́й (каз. Тассай) — село у складі Хромтауського району Актюбінської області Казахстану. Адміністративний центр Тассайського сільського округу.
До 1999 року село називалось Троїцьке.
Населення — 496 осіб (2021; 534 у 2009, 1106 у 1999, 1450 у 1989).